# Hvilan Utbildning
Ej att förväxla med nutida Folkhögskolan Hvilan.
Hvilan Utbildning AB är en friskola med såväl gymnasium som yrkeshögskola och andra vuxenutbildningar inom trädgårdssektorn. Sedan 2022 ägs skolan av Hushållningssällskapet i Skåne, Hushållningssällskapet i Kalmar, Kronoberg och Blekinge samt Hushållningssällskapet i Sjuhärad. Rektor tillika VD är sedan den 9 januari 2023 Johan Harryson.
Skolan har sitt ursprung i Folkhögskolan Hvilan (grundad 1868 i Åkarp) men blev 1935 en självständig lantmannaskola och ligger sedan 1957 i byn Kabbarp i Staffanstorps kommun.
Filialer finns i Stockholm (yrkeshögskola och arbetsmarknadsutbildning trädgård), Örebro (arbetsmarknadsutbildning trädgård) och Kristianstad (arbetsmarknadsutbildning trädgård).

## Utbildningar
Gymnasieutbildningarna omfattar (hösten 2024) naturbruk med inriktning Trädgård, hantverksprogrammet – Florist och Restaurang och livsmedel. Skolan har också utbildning inom Yrkesvux, en utbildning där vuxna med gymnasiekompetens läser in de gröna karaktärsämnena i naturbruksgymnasiets inriktning Trädgård. Yrkeshögskolan omfattar följande utbildningar: YH arborist Kabbarp, YH arborist Stockholm, YH Praktisk skogs- och naturvårdare (Kabbarp), YH Trädgårdsmästare – odling, förädling och entreprenörskap (Kabbarp) och YH Trädgårdsmästare - hållbar parkförvaltning och ekosystemtjänster (Kabbarp). I samarbete med andra aktörer bedrivs också arbetsmarknadsutbildningar och  uppdragsutbildningar.

## Skolträdgården
Egendomen Hvilan Utbildning omfattar cirka 60 hektar mark, varav 15 hektar är bebyggd eller består av en skolträdgård som används i undervisningen. Övrig yta är åker för frilandsodling av grönsaker och jordgubbar och utarrenderad mark. 

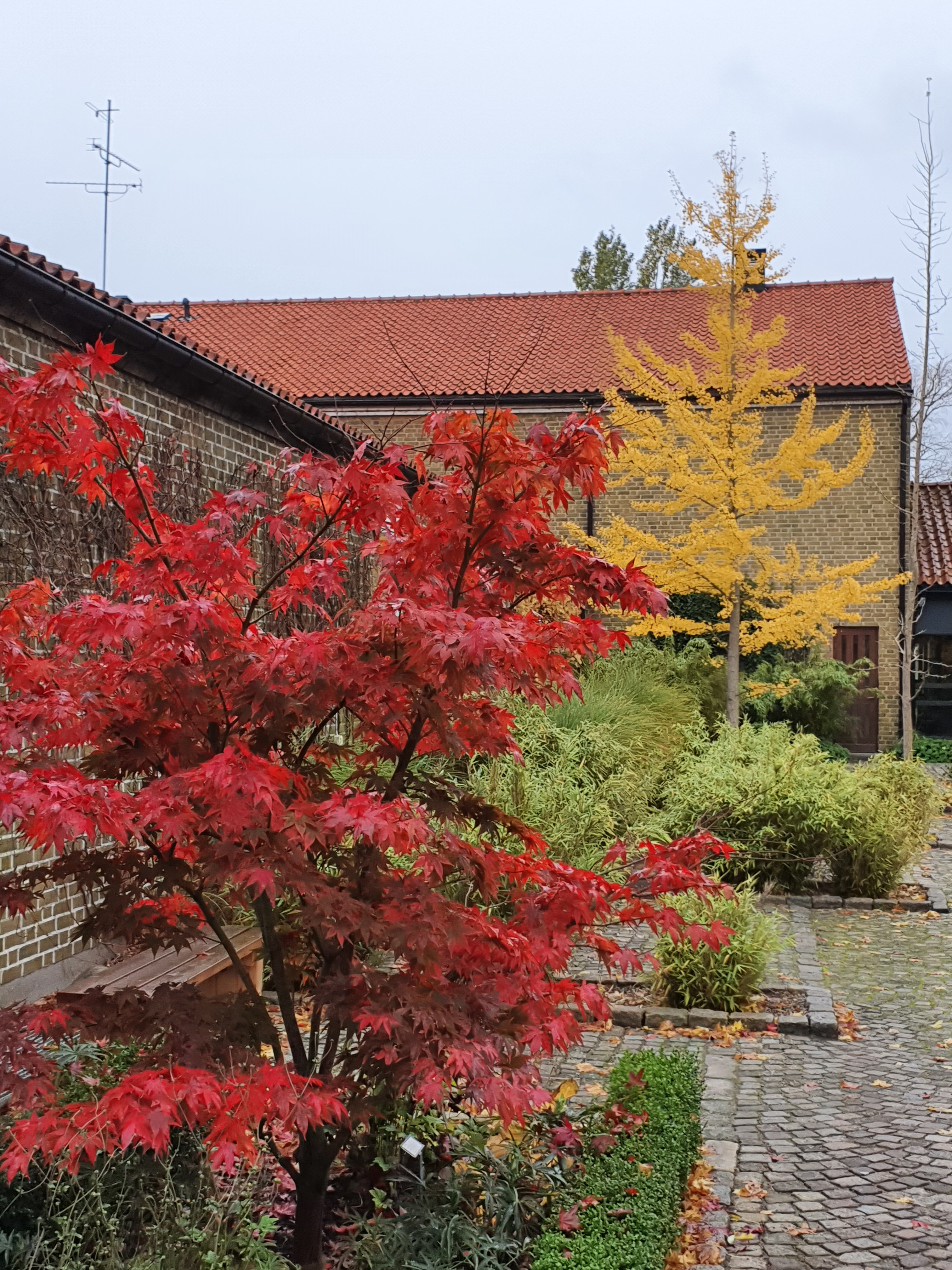
Höstfärger på entrégården till Hvilan utbildning. I förgrunden en karmosinröd japansk lönn (Acer palmatum 'Osakazuki') och i bakgrunden en smörgul ginkgo (Ginkgo biloba). 30 okt 2020.

Skolträdgården är belägen i odlingszon I och stora delar karaktäriseras av sandigt isälvssediment utom kring Kattekärr som omges av glacial finlera och busksortimentet, pinetet och fruktodlingarna som står på morängrovlera. Enligt 1971 års gradering av åkermarken i Sverige hamnar skolträdgården inom klass nio på en tiogradig skala som avser ekonomisk avkastning, en gradering som bara finns i Skåne).
Både skolträdgården och restaurangen är öppna för allmänheten.

## Historik
År 1822 anlades ett värdshus på fastigheten Kabbarp 8 i Tottarps socken, invid landsvägen mellan Malmö och Lund (idag kallad Gamla lundavägen). Värdshuset fick det för 1800-talet så typiska namnet Vilan då värdshuset var tänkt att utgöra ett viloställe för resande.
År 1868 bildades Folkhögskolan i Bara härad som hyrde den gamla vägkrogen Vilans byggnad inne i Åkarp. Två år senare bytte skolan namn till Folkhögskolan på Hwilan och senare Folkhögskolan Hvilan. Huvudman var Garantiföreningen för folkhögskolan Hvilan. Lantmannaavdelningen vid Hvilan folkhögskola inrättades 1876 och utgjorde en andra årskurs och "högre avdelning" ur vilken dagens Hvilan Utbildning härstammar. Eleverna kom från kringliggande jordbruk. Undervisningen omfattade djurhållning, jordbruk, skogsbruk och trädgård. Lantbruksakademien var tillsynsmyndighet och Hushållningssällskapet bidrog ekonomiskt.
År 1935 fick folkhögskolan och Hvilans lantmannaskola olika huvudmän, föreståndare och ekonomi och 1957 flyttade lantmannaskolan 1 200 meter till nya lokaler i grannbyn Kabbarp. Alla jordbrukets yrkesskolor skulle från 1963 kallas lantbruksskola varför skolan fick namnet Hvilans lantbruksskola under åren 1963–1971. År 1971 blev lantbruksskolorna gymnasieskolor och då flyttades också huvudmannaskapet. I samband med detta omvandlades den gamla garantiföreningen till Intresseföreningen för Hvilans lantbruksskola. Intresseföreningens uppgift var att förvalta och dela ut stipendiemedel.
Gerth Rosberg tog 1974 initiativ till Hvilans trädgårdsskola. Skolan (och intresseföreningen) bytte namn till Hvilans Lantbruks- och Trädgårdsskola. Under denna period disponerade skolan 163 hektar mark, varav 138 hektar åker, 22 hektar betesmark och 3 hektar trädgård. Av detta ägde landstinget 98 hektar. Enligt Rosberg hade Hvilans trädgårdsutbildning fyra karaktärsämnen: markbyggnad, frilandsodling, växthusodling och maskinlära.   
År 1987 blev namnet Naturbruksgymnasiet Hvilan. Naturbruksgymnasiet Hvilan överfördes 1999 från Malmöhus läns landsting till Staffanstorps kommun. Detta eftersom Riksdagen beslutade att kommunerna skulle ha ansvaret för gymnasiet och gymnasial vuxenutbildning. Staffanstorps kommun sålde delar av mark och byggnader till Naturbruksgymnasiet Hvilan AB den 1 juli 2001. Bolaget skulle driva fristående gymnasieutbildning och gymnasial floristutbildning introducerades. Trädgårdsnäringens riksförbund (TRF), som senare kom att heta Gröna näringens riksorganisation (GRO), kunde med hjälp av medel från Lantbrukarnas riksförbund (LRF) köpa skolan från kommunen. Skolan hette Naturbruksgymnasiet Hvilan AB åren 2001–2006.
Den 1 januari 2007 bytte skolan namn till Hvilan Utbildning AB. Anledningen till namnbytet var att skolan också satsade på vuxenutbildningar och inte enbart gymnasieutbildning. Yrkesvuxenutbildning startade hösten 2014, där studenterna läser karaktärsämnena i gymnasieutbildningen Naturbruk Trädgård på ett år. Skolan träffade också avtal med Arbetsförmedlingen om arbetsmarknadsutbildningar med start 2015.  Hushållningssällskapet i Skåne, Hushållningssällskapet i Kalmar, Kronoberg och Blekinge samt Hushållningssällskapet i Sjuhärad övertog huvudmannaskapet för Hvilan Utbildning AB 2022.

## Föreståndare/rektorer/VD
- 1868–1908. Leonard Holmström, folkhögskolans förste föreståndare. Grundade lantmannaskolan 1876, en påbyggnad som utvecklades till dagens Hvilan Utbildning[2].
- 1908–1913. Enoch Ingers, svärson till Holmström och efterträdde denne som föreståndare för hela folkhögskolan medan Holmström förblev föreståndare för lantmannaskolan[2].
- 1914–1917. Per Ludvig Nannesson, Föreståndare för Hvilans lantmannaskola[2].
- 1918–1946. Arvid Zachrison, Föreståndare för Hvilans lantmannaskola[2].
- 1947–1955. Carl-Fredrik Gelinder, rektor[10].
- 1956–1981. Karl-Axel Runfeldt, rektor.
- 1981–1986 (juni). Lars Jacobsson, rektor.
- 1986 (juli–december). Bertil Månsson, tillförordnad rektor.
- 1987–2003. Margareta Schjånberg-Larsson, rektor.
- 2003–2012 (juli). Berit von Rosen, rektor.
- 2012 (augusti)–2021 (november). Elisabeth Broberg Lewén, VD.
- 2021 (november)–2022 Margaretha Pettersson, VD.
- 2023 (9 januari)– Johan Harryson, VD och rektor.